# Salvador López Gómez
Emilio Salvador López y Gómez (Sevilla, 1852-Sevilla, 1936) fue un profesor de gimnasia español.

## Biografía
Nació en 1852 en Sevilla, cursó en esta ciudad la segunda enseñanza hasta graduarse de bachiller. Siguió luego los estudios profesionales de perito mercantil, pero no inclinándole su vocación por estos caminos, se dedicó al estudio y la práctica de la educación física. Durante algunos años dirigió varios centros gimnásticos, hasta que, habiendo ganado crédito y experiencia, fundó en 1873 el «Centro de Educación Físico, Profiláctico y Terapéutico». La fama que le dio el procedimiento racional e higiénico seguido en esta escuela le granjeó en 1877 el nombramiento de profesor de gimnasia de los duques de Montpensier.
Autor de numerosos artículos en la prensa periódica, escribió diversas obras didácticas y pedagógicas. Entre sus publicaciones se encontraron Gimnástica (1873), Reseña histórica de la Gimnástica en Europa (1881), Manual de ejercicios gimnásticos (1894), La gimnástica en España; su historia y legislación (1897), Unificación de la enseñanza de la legislación por un solo método (1899), Manera de armonizar la educación física con la intelectual y la moral durante todo el periodo educativo desenvolviendo la educación integral (1900) y La escuela: ideas generales sobre la misma (1900).
Para la primera Asamblea de enseñanza y educación, celebrada en 1910, escribió una memoria que versaba sobre el tema de ¿Debe subsistir la enseñanza de la Gimnástica?. Fue profesor de Gimnasia en el Instituto general de Sevilla. El 26 de marzo de 1922 salió en la Gaceta el decreto que le concedía la jubilación. Falleció el 16 de febrero de 1936 en Sevilla. En 2013 fue publicada sobre su figura la obra Moverse  es  vivir. Emilio  Salvador  López  Gómez  (1852-1936):  La  gimnasia  en  Sevilla.Se le ha llegado a calificar como el «apóstol de la gimnasia en España».